# Кравченко, Валентин Александрович
Валенти́н Алекса́ндрович Кра́вченко (1906—1956) — начальник Особого технического бюро (ОТБ) при народном комиссаре внутренних дел СССР, генерал-майор (1945).

## Биография
Родился в украинской семье слесаря. В компартии с сентября 1925 (член ВЛКСМ в 1923—1930). Окончил начальное городское училище в Крюкове (ныне район Кременчуга) в 1918, затем курсы профтысячников по подготовке во ВТУЗ в Одессе в 1929, и Одесский институт инженеров связи в 1933.
Ученик токаря, токарь в вагонных мастерских Южной железной дороги в Крюкове с августа 1922 по апрель 1929. Аспирант и декан радиофакультета Одесского института связи с июля 1933 по июнь 1935. Адъюнкт Академии связи имени В. Н. Подбельского с июня 1935 по октябрь 1937.
В октябре 1937 откомандирован в органы НКВД СССР, занимался вопросами спецсвязи, начальник 1-го отделения Центральной лаборатории 2-го спецотдела НКВД СССР. 
- С 14 ноября 1939 начальник Особого технического бюро НКВД СССР.
- С 31 июля 1941 начальник 4-го спецотдела НКВД СССР.
- С 26 января 1946 заместитель начальника 9-го управления НКВД СССР (по совместительству).
- С 16 января 1948 начальник Группы контроля и особых поручений при министре внутренних дел СССР.
- С 3 мая 1949 начальник 4-го спецотдела МВД СССР.
- С 20 марта до 14 июля 1953 начальник 5-го спецотдела МВД СССР.
- С 16 ноября 1953 начальник стройуправления № 304 МВД СССР в городе Миасс Челябинской области.

### Звания
- майор ГБ, 14.11.1939;[2]
- старший майор ГБ, 16.02.1942;
- комиссар ГБ, 14.02.1943;
- генерал-майор, 09.07.1945.

### Награды
- орден Красного Знамени, 20.09.1943;
- орден Богдана Хмельницкого 2-й степени, 20.10.1944;
- орден Отечественной войны 1-й степени, 10.07.1946;
- орден Трудового Красного Знамени;
- орден «Знак Почёта»;
- орден Красной Звезды;
- 6 медалей.